# Braddock Hills
Braddock Hills est un borough situé dans le comté d'Allegheny, en Pennsylvanie, aux États-Unis,. En 2010, il comptait une population de 1 880 habitants. Il est incorporé le 5 février 1946.

## Démographie
Lors du recensement de 2010, le borough comptait une population de 1 880 habitants. Elle est estimée, en 2017, à 1 831 habitants.

### Source de la traduction
- (en) Cet article est partiellement ou en totalité issu de l’article de Wikipédia en anglais intitulé « Braddock Hills, Pennsylvania » (voir la liste des auteurs).